# Birni
Birni är ett arrondissement i kommunen Kouandé i Benin. Den hade 12 559 invånare år 2002.